# Kasimovskij rajon
Il Kasimovskij rajon (in russo Касимовский район?) è un rajon dell'Oblast' di Rjazan', nella Russia europea; il capoluogo è Kasimov. Istituito nel 1935, ricopre una superficie di 2.969 chilometri quadrati ed ospita una popolazione di circa 30.000 abitanti.